# Ніагара-Фоллс (Онтаріо)
Ніагара-Фоллс (англ. City of Niagara Falls) — місто в провінції Онтаріо у Канаді. Знаходиться у Ніагарському регіоні біля Ніагарського водоспаду на річці Ніагара — через річку від міста Ніагара-Фоллс у штаті Нью-Йорк. Щороку численні туристи відвідують, і водоспад, і місто з однойменною назвою.
Місто Ніагара-Фоллс — частина промислового району, прозваного «Золотою підковою».

## Клімат
| Клімат Ніагара-Фолсу (Пд-Зх)                          | Клімат Ніагара-Фолсу (Пд-Зх) | Клімат Ніагара-Фолсу (Пд-Зх) | Клімат Ніагара-Фолсу (Пд-Зх) | Клімат Ніагара-Фолсу (Пд-Зх) | Клімат Ніагара-Фолсу (Пд-Зх) | Клімат Ніагара-Фолсу (Пд-Зх) | Клімат Ніагара-Фолсу (Пд-Зх) | Клімат Ніагара-Фолсу (Пд-Зх) | Клімат Ніагара-Фолсу (Пд-Зх) | Клімат Ніагара-Фолсу (Пд-Зх) | Клімат Ніагара-Фолсу (Пд-Зх) | Клімат Ніагара-Фолсу (Пд-Зх) | Клімат Ніагара-Фолсу (Пд-Зх) |
| Показник                                              | Січ.                         | Лют.                         | Бер.                         | Квіт.                        | Трав.                        | Черв.                        | Лип.                         | Серп.                        | Вер.                         | Жовт.                        | Лист.                        | Груд.                        | Рік                          |
| Абсолютний максимум, °C                               | 22,2                         | 17,8                         | 26,1                         | 33                           | 35                           | 34,4                         | 37                           | 38,3                         | 35,6                         | 32,8                         | 24,4                         | 21,5                         | 38,3                         |
| Середній максимум, °C                                 | −1                           | −0,5                         | 5,1                          | 12,2                         | 19,3                         | 24,2                         | 27,2                         | 26                           | 21,3                         | 14,7                         | 16,2                         | 1,9                          | 13,2                         |
| Середній мінімум, °C                                  | −7,9                         | −7,7                         | −3,2                         | 2,4                          | 8,6                          | 13,9                         | 17,2                         | 16,7                         | 12,5                         | 6,4                          | 7,8                          | −4,7                         | 4,6                          |
| Абсолютний мінімум, °C                                | −25                          | −25                          | −20                          | −13,5                        | −4,4                         | 2,2                          | 5,6                          | 4                            | 0                            | −6,7                         | −12,2                        | −24                          | −25                          |
| Норма опадів, мм                                      | 69.5                         | 67.4                         | 75.5                         | 75.5                         | 76.5                         | 87.5                         | 75.4                         | 81.6                         | 95.2                         | 84.3                         | 91                           | 90.7                         | 970.2                        |
| ----------------------------------------------------- | ---------------------------- | ---------------------------- | ---------------------------- | ---------------------------- | ---------------------------- | ---------------------------- | ---------------------------- | ---------------------------- | ---------------------------- | ---------------------------- | ---------------------------- | ---------------------------- | ---------------------------- |
| Джерело: Департамент навколишнього середовища Канади. |                              |                              |                              |                              |                              |                              |                              |                              |                              |                              |                              |                              |                              |

## Особливості
- «Золота підкова» — (англ. Golden Horseshoe)
- Ніагарський водоспад (англ. Niagara Falls)
- Скайлон-Тауер (англ. Skylon Tower)

## Українська церква Різдва Пресвятої Богородиці

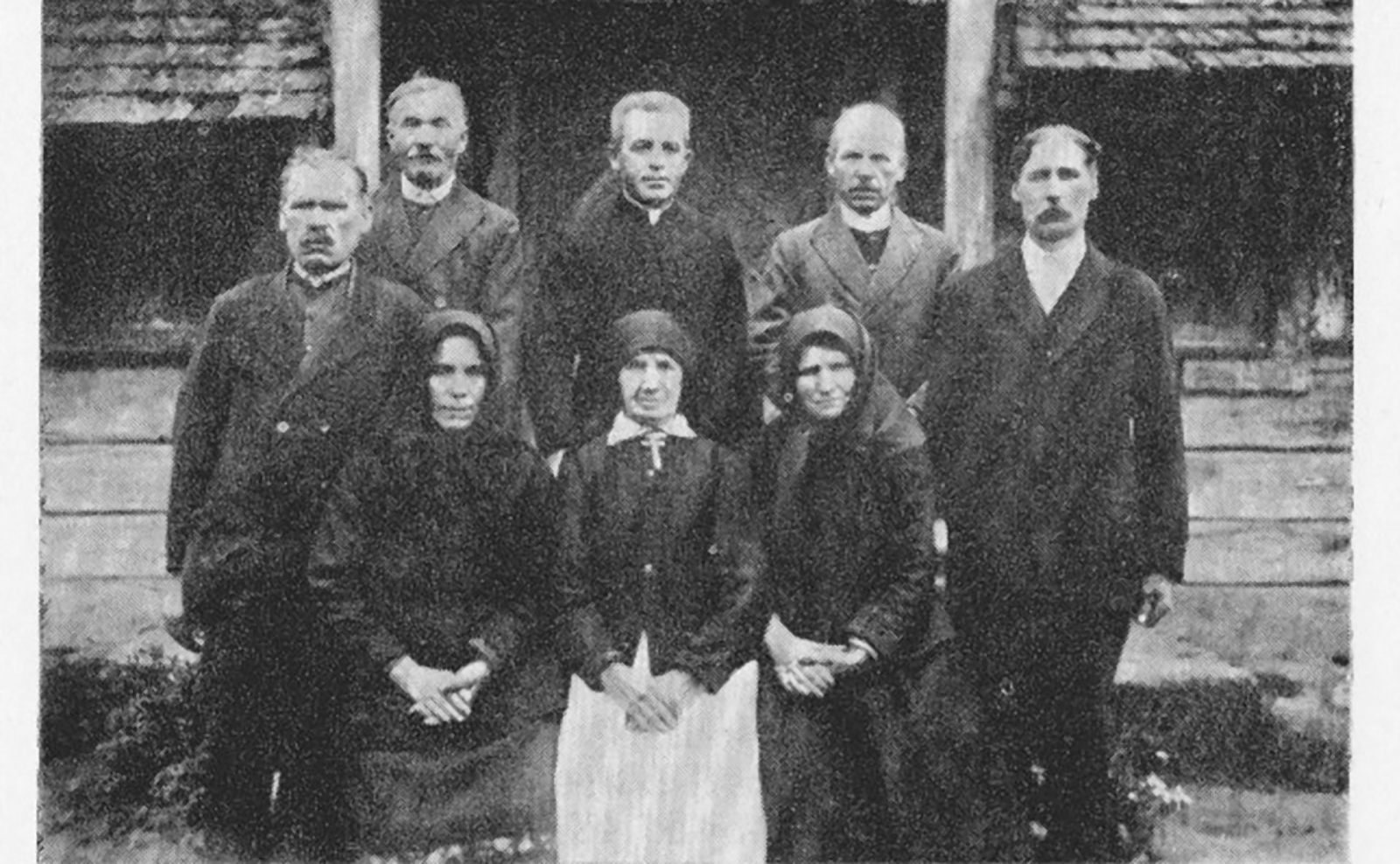
Братство церкви Покрови Пресвятої Богородиці у с. Підгайчики (у центрі о. Григорій Бойко)

Українська греко-католицька парафія Різдва Пресвятої Богородиці у Ніагара Фоллс заснована у 1951 році. Першим парохом був о. Григорій Бойко — емігрант з України, який до того був парохом церкви Покрови Пресвятої Богородиці у селі Підгайчики (зараз Золочівський район, Львівська область).
Церкву Різдва Пресвятої Богородиці побудовано у 1988 році.

## Уродженці
- Боб Манно (* 1956) — італійський хокеїст.

## Галерея

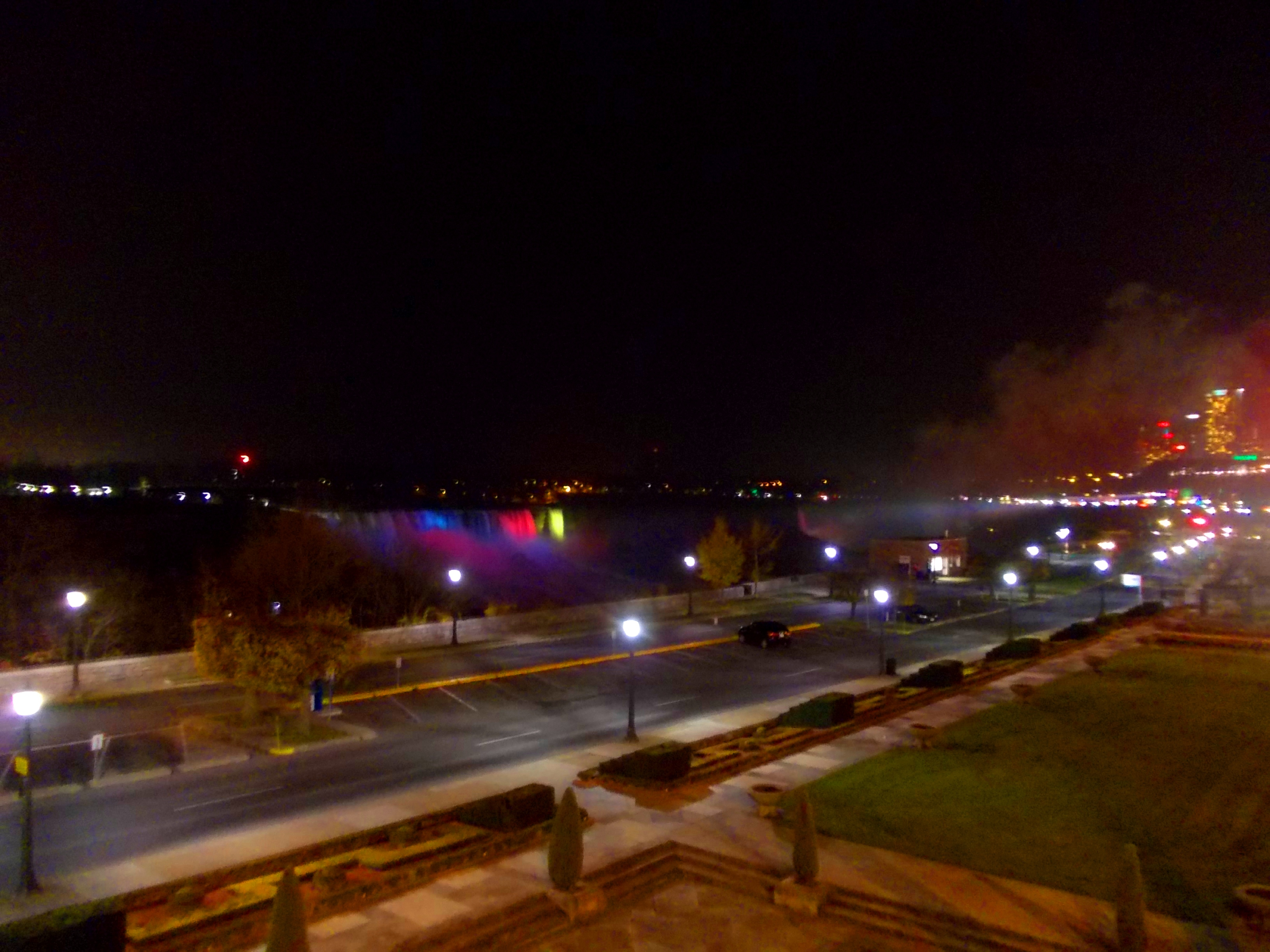
Вид на Ніагарський водоспад з Ніагара-Фоллс
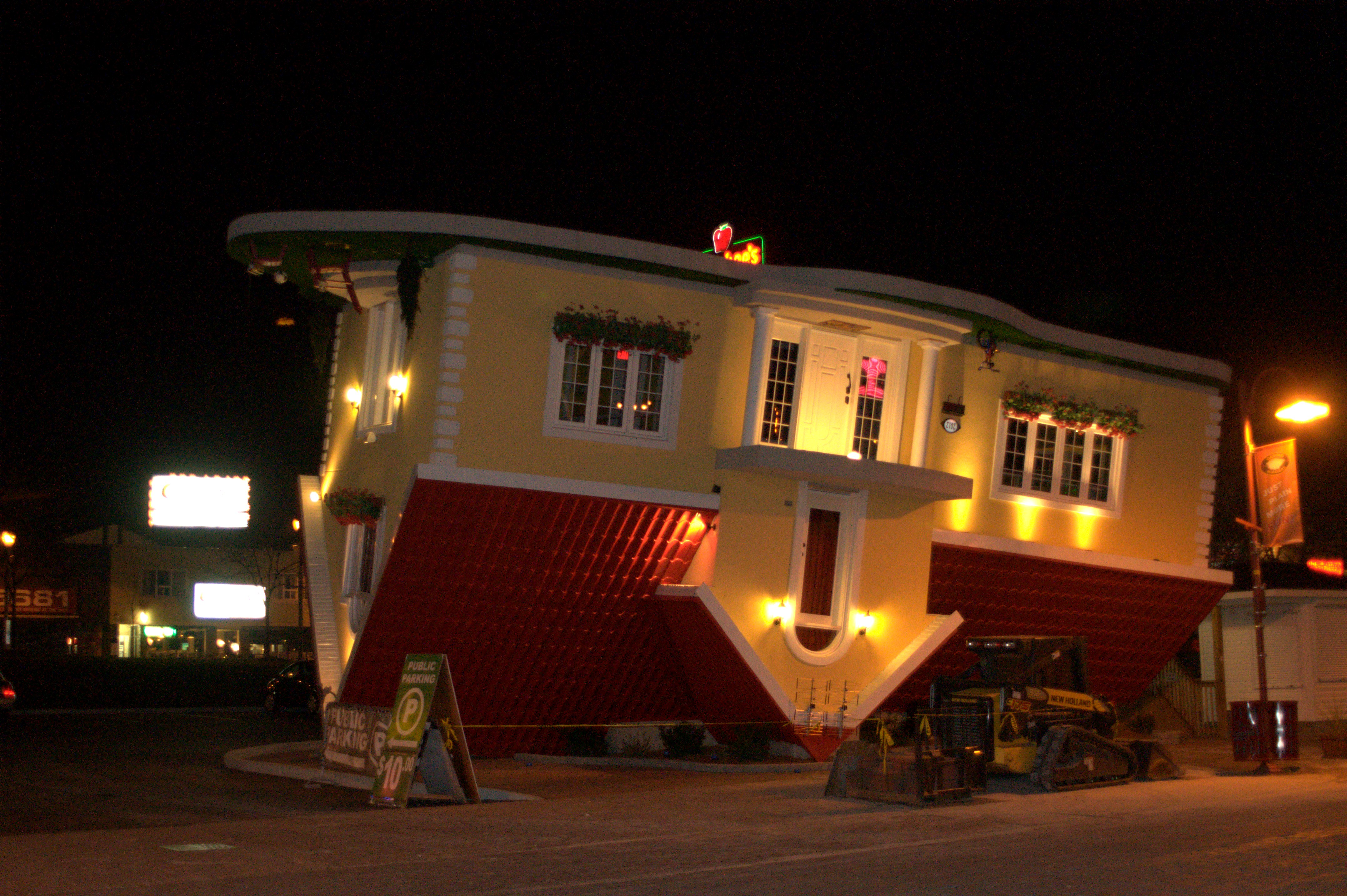
Перевернутий дім
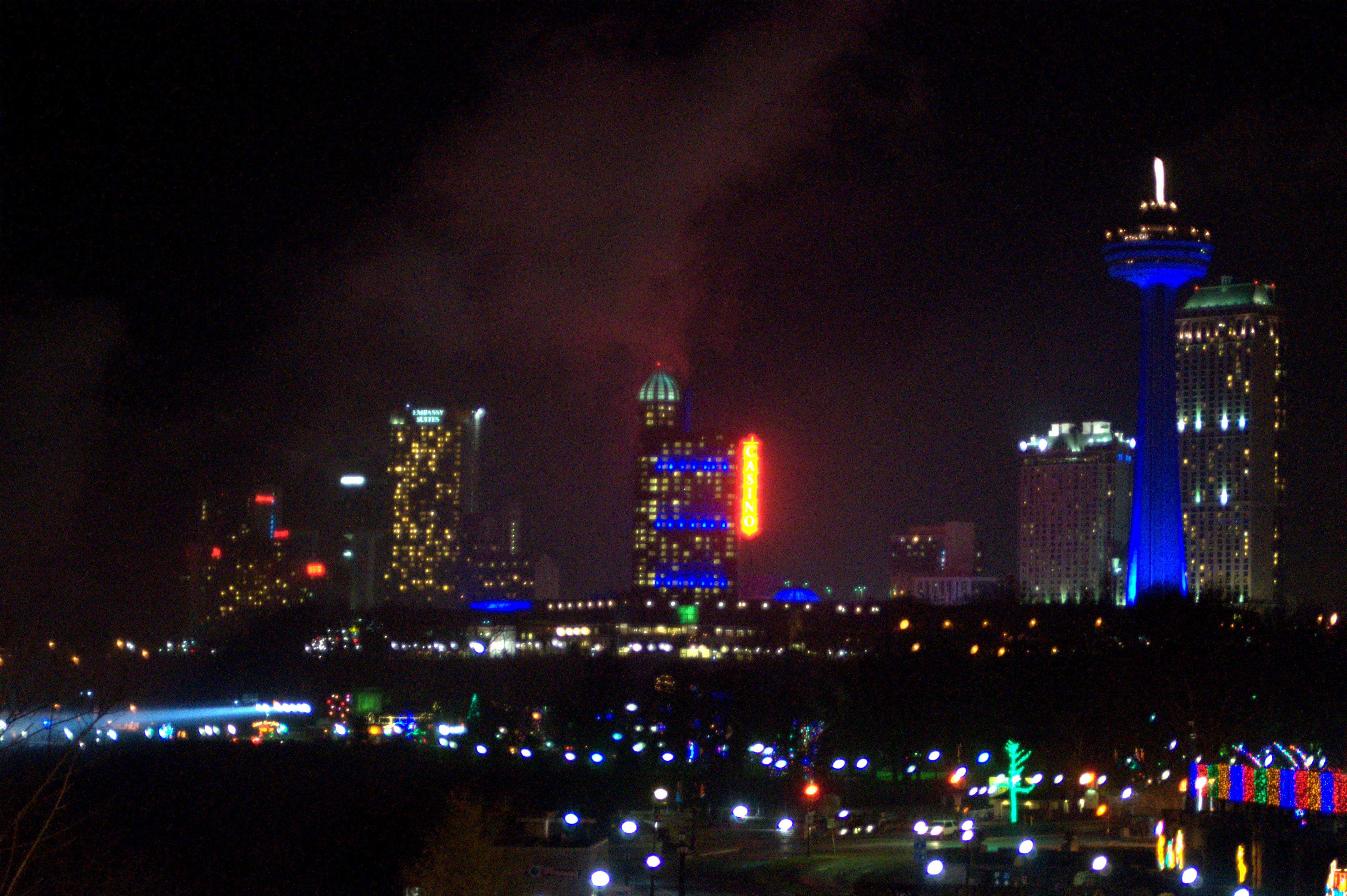
Нічна панорама Ніагара-Фоллс
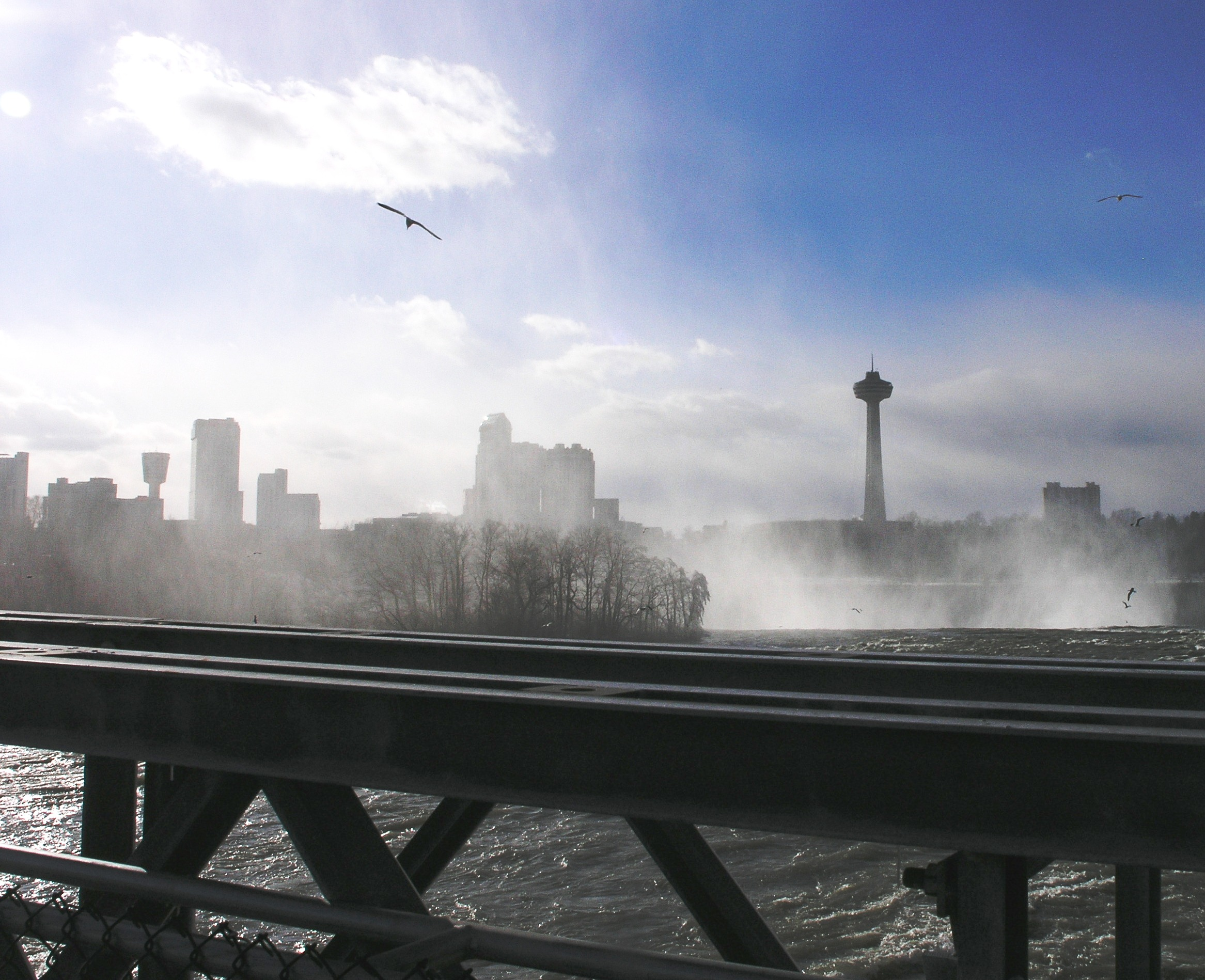
Краєвид міста Ніагара-Фоллс з водоспаду